# لويز إنجلش
لويز إنجلش (بالإنجليزية: Louise English)‏ هي ممثلة بريطانية، ولدت في 27 أبريل 1962 في Bow, London ‏ في المملكة المتحدة.

## وصلات خارجية
- لويز إنجلش على موقع IMDb (الإنجليزية)
- لويز إنجلش على موقع ميوزك برينز (الإنجليزية)
- لويز إنجلش على موقع قاعدة بيانات الفيلم (الإنجليزية)